# Paul Vaillant-Couturier
Paul Couturier, conocido bajo el  seudónimo de Paul Vaillant-Couturier, nacido el 8 de enero de 1892 en Paris, fallecido el 10 de octubre de 1937 en la misma ciudad, fue un  escritor, periodista y político francés. Participó en la fundación del Partido Comunista Francés.
Fue diputado francés del Sena de 1919 a 1928 y de 1936 a 1937 y alcalde de Villejuif de 1929. hasta 1937.
Fue redactor jefe de L'Humanité de 1926 a 1929 y de 1935 a 1937.

## Orígenes
Nació el 8 de enero de 1892 en París en una familia de artistas líricos (su madre,  Marguerite Vaillant, cuyo nombre artístico era Vaillant-Couturier, fue una famosa cantante entre 1890 y 1900), Paul Vaillant-Couturier creció en el XVI Distrito de París de París y obtuvo la licenciatura en historia, seguido de un doctorado en derecho; pero luego sólo ejerció como abogado en muy raras ocasiones, en 1924, por primera vez, y en 1930, cuando estaba en desacuerdo con el  (PCF), y no tiene otros medios de subsistencia.
Sus primeras ambiciones fueron literarias y artísticas. Participó en la revista anarquista Les Actes des poetes. Escribió en 1912 y 1913 una colección de poemas (publicada por Éditions du temps présent), La Visite du berger, y dos obras de teatro, representadas en provincias. Con L'Auréole, un poema dedicado a la conversión del padre de la iglesia San Agustín, musicalizado por una antigua gloria musical, Édouard Trémisot, también probó suerte en la ópera. Esto se realizará en Niza en 1913.

## Primera Guerra Mundial
Participó en la Primera Guerra Mundial durante todo el conflicto (fue desmovilizado en octubre de 1918). Entrando en la guerra como dandy y creyente, sale pacifista y socialista. Con título de bachiller, fue movilizado en 1914 como segunda clase en la infantería donde sirvió hasta 1916; luego, habiendo decidido cambiar de arma, entró en la artillería de asalto (Artillería especial) y terminó la guerra como segundo teniente. Durante la guerra de trincheras que vio en el frente de Champagne (provincia), fue herido por primera vez por la metralla de un proyectil en septiembre de 1915, a principios del  Gran ofensiva de Champaña. Fue asesinado por segunda vez en julio de 1918, por gas, a bordo de su tanque. Estas hazañas de armas, de las que no alardeaba, inspiraron páginas bastante críticas y oscuras en su libro Cartas a mis amigos publicado en 1919.
El pacifismo que manifestó a partir de 1916 a través de artículos de prensa en los distintos periódicos pacifistas cercanos a la Sección Francesa de la Internacional Obrera y a los círculos anarquistas, fue sancionado por la jerarquía militar in extremis.

## Vida privada
Paul Vaillant-Couturier murió aparentemente sin descendencia. Mantuvo relaciones con muchas mujeres, incluida Hélène Rytmann, futura esposa de Louis Althusser. Por primera vez, se casó el 31 de octubre de 1923 con Bobigny, un académico estadounidense políglota, prehistoriador y luego periodista-reportero siguiendo los pasos de Henry de Monfreid,  Ida Treat  (1889-1978), de quien se divorció tras largos años de separación para casarse, el 29 de octubre de 1937, Marie-Claude Marie-Claude Vogel, su joven compañera desde 1934.